# ملعب نابي أبي شديد
ملعب نابي أبي شديد (بالبرتغالية: Estádio Nabi Abi Chedid‏) هو ملعب كرة قدم يقع في براغانكا باوليستا، ساو باولو، البرازيل، تم افتتاحه سنة سنة 1949، ويتسع لـ 15،010 متفرج، يلعب عليه نادي ريد بل براغانتينو مبارياته.